# D12
D12는 미국의 디트로이트를 중심으로 결성한 힙합 그룹이다. 1996년에 결성되었고, 현재까지 나온 2장의 앨범 모두 빌보드차트 1위를 했다. 발매한 두 앨범이 전 세계에서 1000만 장 이상이 팔리는 등 승승장구를 했지만 2006년, 래퍼이자 에미넴의 친구인 프루프가 클럽에서 총격으로 사망하자 잠시 활동을 중단하게 된다. 2008년에 다시 활동을 시작하지만 2018년, 에미넴이 Kamikaze 앨범을 통해서 D12가 해체됨을 발표했다.